# Retomada de Corumbá
Desde o início de 1865, na primeira fase da Guerra do Paraguai, Corumbá estava sob controle dos paraguaios. Porém no ano de 1867 o então presidente da província de Mato Grosso Couto Magalhães decidiu planejar uma operação para retomar Corumbá com tropas provenientes de Cuiabá.

## Antecedentes
A esta altura, Corumbá era protegida por uma pequena guarnição paraguaia de 200 a 300 soldados, uma vez que as tropas foram desviadas para outros fronts. Por exemplo, em março de 1865 López chamou o cel Barrios de volta para o Paraguai levando consigo a maioria das forças instaladas na província, deixando apenas algumas guarnições de segurança em pontos estratégicos do local. Um decreto paraguaio, expedido no dia 13 daquele mês, dizia que o Paraguai já era senhor de Coimbra, Albuquerque, Corumbá e Cerro de Dourados (Coluna do Alto Paraguai). Seria inútil deixar aí mais gente do que necessária, quando a situação do momento aconselhava o emprego, no sul da república, de todos os recursos militares.

## O ataque
Após os preparativos feitos em Cuiabá, partiu para Corumbá o 1.º Batalhão Provisório do Exército do Brasil com mil homens, sob o comando do coronel Antonio María Coelho, no dia 15 de maio de 1867, em embarcações através do rio Cuiabá. No dia 12 de junho, as tropas desembarcam em uma região próxima da vila cerca de 25 quilômetros distante. Na madrugada do dia 13 de junho, o coronel Coelho levantou acampamento e iniciou marcha até a cidade e ao se aproximar iniciou os preparativos do ataque.
Às quatorze horas iniciou-se a batalha com as tropas brasileiras atacando de diversos pontos, pegando os paraguaios de surpresa. A batalha durou até as dezoito horas, com vitória para o império. As baixas brasileiras somaram 36 entre mortos e feridos. Do lado paraguaio foram cerca de 150, a maioria executada, incluindo o comandante Hermónegones Cabral, logo após o fim do combate. 

Esta vitória elevou o moral da população mato-grossense, e iniciou um período de expulsão dos invasores paraguaios que se concretizou em 1868.